# Sassonia-Hildburghausen
Il Ducato di Sassonia-Hildburghausen è un antico stato della Germania, nella regione della Turingia, originatosi dalla linea ernestina dei Sassonia-Gotha.

## Storia
Nell'accordo di suddivisione ereditaria del 1680 tra i sette figli del duca Ernesto I di Sassonia-Gotha-Altenburg era compreso, fra l'altro, il Principato di Sassonia-Hildburghausen, che passò al penultimo (sesto) figlio maschio di Ernesto I, Ernesto di Sassonia-Hildburghausen.
Il ducato, alla morte di Ernesto I, venne elevato a principato (ducato con privilegio del titolo di Principe elettore dell'imperatore per il reggente). Esso comprendeva le città e relative amministrazioni di Hildburghausen, Heldburg, Eisfeld, le signorie di Veilsdorf e Schalkau (solo per metà). Nel 1684 vi si unì quella di Königsberg in Baviera e Hildburghausen divenne residenza dei duchi e quindi capitale del ducato. Inoltre il ducato, dopo un periodo di contrasti per definire l'eredità, nel 1714 ricevette, in cambio di Schalkau, parti della Sassonia-Römhild, l'amministrazione di Behrungen, Lehen e Milz. Inoltre nel 1723 il ducato ricevette da quello di Sassonia-Meiningen l'exclave di Queienfeld e dall'amministrazione di Maßfeld le località di Rentwertshausen, Berkach e Schwickershausen.
Nel 1806 il ducato di Sassonia-Hildburghausen venne elevato a principato, pur mantenendo le prerogative di un ducato elettorale.
Il nuovo ordinamento dei Sassonia-Gotha nel 1826 fece in modo che il ducato di Sassonia-Hildburghausens cedesse Königsberg e Sonnefeld al ducato di Sassonia-Coburgo-Gotha.

## Principi e duchi di Sassonia-Hildburghausen
- 1680-1715 Ernesto, figlio di Ernesto I di Sassonia-Gotha
- 1715-1724 Ernesto Federico I
- 1724-1745 Ernesto Federico II
- 1745-1748 reggenza di Carolina, moglie di Ernesto Federico II
- 1748-1780 Ernesto Federico III
- 1780-1787 reggenza di Giuseppe Federico, figlio di Ernesto
- 1787-1826 Federico, figlio di  Ernesto Federico III